# Кшауське сільське поселення
Кша́уське сільське поселення (рос. Кшаушское сельское поселение) — муніципальне утворення у складі Чебоксарського району Чувашії, Росія. Адміністративний центр — присілок Курмиші.
Станом на 2002 рік центром Кшауської сільської ради був присілок Кшауші.

## Населення
Населення — 2667 осіб (2019, 2777 у 2010, 2467 у 2002).

## Склад
До складу поселення входять такі населені пункти:
| Населений пункт         | Населення, осіб (2002) | Населення, осіб (2010) |
| ----------------------- | ---------------------- | ---------------------- |
| Великі Котяки, присілок | 312                    | 341                    |
| Кшауші, присілок        | 283                    | 321                    |
| Курмиші, присілок       | 652                    | 696                    |
| Малі Котяки, присілок   | 75                     | 110                    |
| Мемеші, присілок        | 141                    | 154                    |
| Міжери, присілок        | 160                    | 203                    |
| Собаккаси, присілок     | 82                     | 77                     |
| Тімер-Сірма, присілок   | 111                    | 135                    |
| Янгільдіно, село        | 547                    | 636                    |
| Ярускаси, присілок      | 104                    | 104                    |